# Kostel svatého Prokopa (Javory)
Kostel svatého Prokopa v Javorech je sakrální stavbou v části obce Malšovice. Je chráněn jako kulturní památka České republiky.

## Historie

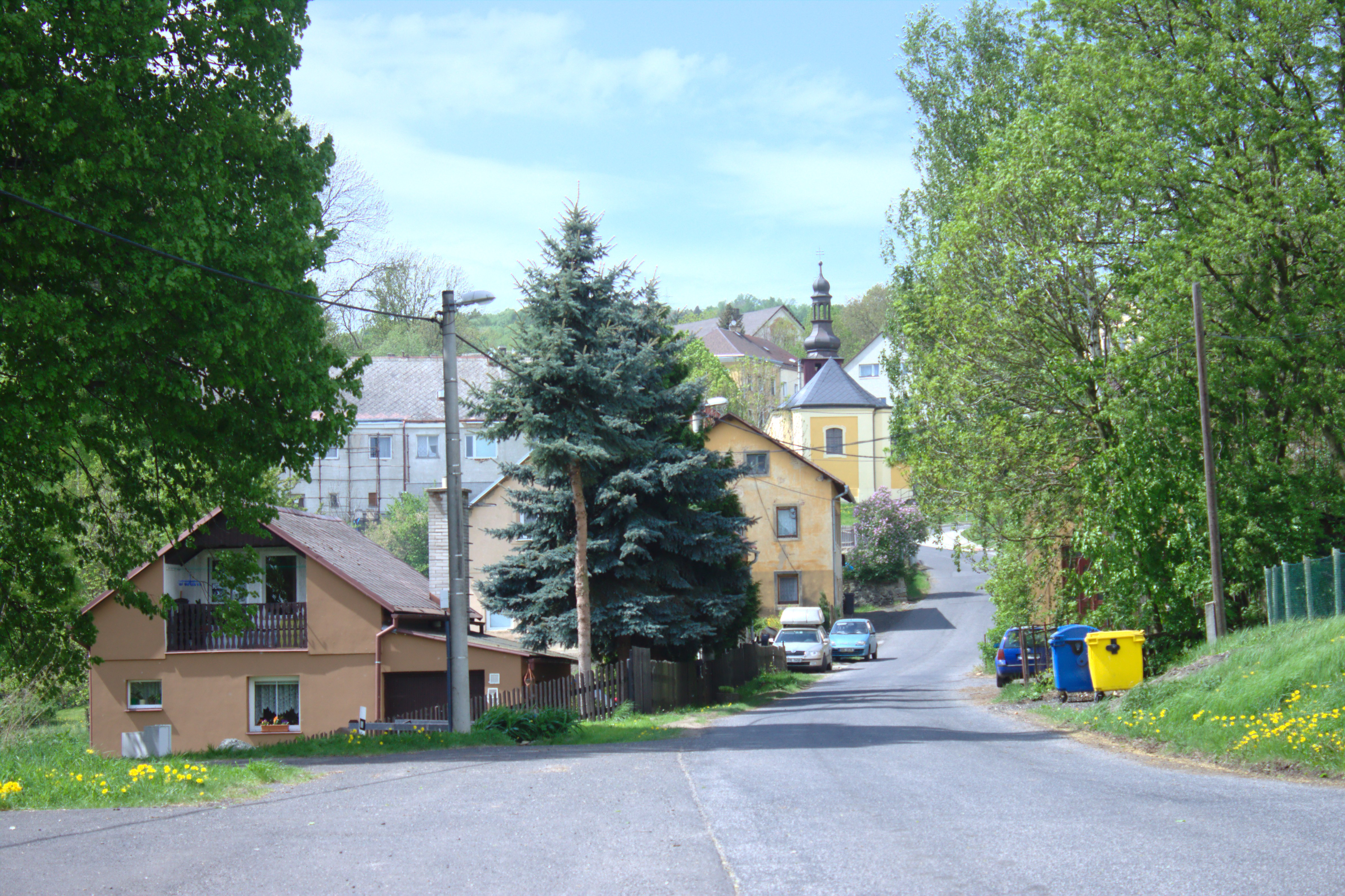
Kostel sv. Prokopa uprostřed obce Javory

Kostel byl původní kaplí sv. Prokopa, která vznikla v letech 1748–1749 na přání místních obyvatel, kteří se k sv. Prokopovi modlili a dobrou úrodu. Původní stavba byla doplněna v roce 1772, a rozšířena v roce 1816, až z ní byl kostel. Po roce 1945, kdy bylo původní obyvatelstvo vysídleno, objekt chátral a vnitřní vybavení bylo rozvezeno do jiných sakrálních objektů. Na počátku 21. století probíhá postupná obnova kostela.

## Architektura

### Exteriér
Kostel je pozdně barokní, jednolodní s mělkým odsazeným závěrem. Sakristie je čtvercová a nalézá se po severní straně. Kostel má čtyřbokou vížku nad průčelím. Loď kostela i závěr mají zkosená východní nároží. Stěny jsou členěny lizénovými rámci a obdélným segmentem zakončenými okny.

### Interiér
Obdélná loď je kryta stropem zaobleným na východě zkosenými nárožími členěnými nikami a římsou. Ve východní stěně se nachází mělký pravoúhlý oltářní výklenek, který je zakončený stlačeným obloukem. Na bočních stěnách jsou malé pilastry. Kruchta kostela je dřevěná. V bočních stěnách jsou dva mělké polokruhově zakončené výklenky. Vybavení kostela je historizující a pochází z 19. století.